# A telihold alatt (film)
A telihold alatt egy 1986-ban megjelent amerikai musical film, melynek rendezője Prince, kinek ez volt bemutatkozása a szerepkörben. A filmben szerepel többek között Jerome Benton, Steven Berkoff, Kristin Scott Thomas (akinek ez volt karrierjének első filmje), és Francesca Annis is. A film sikertelen volt, öt Arany Málna díjat „nyert”. Ennek ellenére a zenéjét adó Parade album platina elismerést kapott és több, mint egymillió példányt adtak el belőle.

## Cselekmény
Christopher Tracy (Prince) és unokatestvére Tricky (Jerome Benton) dzsigolók gazdag, francia nőket csábítanak el. A szituáció komplikált lesz, mikor Christopher szerelmes lesz Mary Sharonba (Kristin Scott Thomas), miután elcsábítását tervezgeti, mikor kiderül, hogy a hölgy 50 millió dollárt kapott 21. születésnapjára. Mary apja, Isaac nem engedélyezi szerelmüket és Christopher ellensége lesz. Christopher és Tricky versengenek Mary szerelméért.

## Szereplők
| Szerep            | Színész              |
| ----------------- | -------------------- |
| Christopher Tracy | Prince               |
| Tricky            | Jerome Benton        |
| Mary Sharon       | Kristin Scott Thomas |
| Isaac Sharon      | Steven Berkoff       |
| Katy              | Emmanuelle Sallet    |
| Mrs. Sharon       | Alexandra Stewart    |
| Mrs. Wellington   | Francesca Annis      |
| The Jaded Three   | Victor Spinetti      |
| The Jaded Three   | Myriam Tadesse       |
| The Jaded Three   | Moune De Vivier      |

## Munkálatok
A film forgatása a Victorine Stúdiókban kezdődött meg Nizzában, Franciaországban 1985. szeptember 14-én Mary Lambert rendezésében, aki Madonna és Janet Jackson legsikeresebb videóklipjeit forgatta, de miután félreértések voltak a munkálatokról, elhagyta a filmet november 4-én és Prince vette át a helyét. Lambert kreatív tanácsadóként van megnevezve a filmben.
A szereposztás is változott a film munkálatai előtt. Prince eredetileg Susannah Melvoint (a The Revolution-tag Wendy Melvoin testvére, Prince akkori barátnője) tervezte Mary Sharon szerepére, de egyértelművé vált, hogy Melvoin nem jó színész, így lecserélték Kristin Scott Thomasra, kinek ez volt a debütáló filmje.
DVD formátumban először 2005-ben jelent meg, és 2016-ban pedig blu-rayként is kiadták.

## Filmzene
A telihold alatt és a Parade album volt Prince első közreműködése Clare Fisher jazz-zeneszerzővel, akinek munkálatai zeneipar-szerte kívántak voltak. A zenekart hangszerelte a filmen és Prince külön kiemelte közreműködését a film végén.

## Fogadtatás

### Bevételek
A telihold alatt nem volt sikeres, annak ellenére se, hogy egy különleges MTV premiert is kapott Sheridanben, Wyomingban. Ez azután történt, hogy egy rajongó megnyerte a lehetőséget, hogy a szülővárosában mutassák be a filmet. A film 976 helyszínen $3,150,924-t gyűjtött össze az első hétvégéjén, amellyel 11. lett az Egyesült Államokban a hétvégén és az új megjelenések között negyedik. Összesen $10,090,429 bevételt hozott Amerikában.

### Kritikák
A film összességében negatív visszajelzéseket kapott. A Rotten Tomatoes-on jelenleg 36%-on áll 3.86/10 értékeléssel.
2016-ban Peter Sobczynski azt írta róla, hogy jobb film, mint a Bíboreső és a negatív fogadtatása csak amiatt volt, mert mindenki azt várta, hogy olyan lesz, mint Prince előző filmje.

### Díjak
Az album többszörös győztes volt a 7. Arany Málna díjátadón, ahol ötöt nyert el. A kategóriák a Legrosszabb film (a Howard, a kacsával együtt), a legrosszabb férfi főszereplő és legrosszabb rendező (Prince), a legrosszabb férfi mellékszereplő (Jerome Benton) és a Legrosszabb eredeti dal ("Love or Money") voltak. Szintén kapott jelölést a legrosszabb női mellékszereplő és Legrosszabb új sztár kategóriában Kristin Scott Thomas, illetve Legrosszabb forgatókönyv kategóriában Becky Johnston. A film szintén kapott egy jelölést a Stinkers Bad Movie Awardson a Legrosszabb film kategóriában.